# Фаррелл, Джейкоб (футболист)
Джейкоб Бретт Фарелл (англ. Jacob Brett Farrell; род. 19 ноября 2002, Госфорд, Новый Южный Уэльс) — австралийский футболист, защитник клуба «Портсмут».

## Клубная карьера
Фарелл — воспитанник клуба «Сентрал Кост Маринерс». 21 ноября 2021 года в матче против «Ньюкасл Юнайтед Джетс» он дебютировал в A-Лиге. В этом же поединке Джейкоб забил свой первый гол за «Сентрал Кост Маринерс». В составе клуба игрок дважды выиграл чемпионат.

## Международная карьера
В 2022 году в составе олимпийской сборной Австралии Фарелл принял участие в молодёжном чемпионате Азии в Узбекистане. На турнире он сыграл в матчах против команд Кувейта, Ирака и Иордании.
В 2024 году Фарелл во второй раз принял участие в молодёжном чемпионате Азии в Катаре. На турнире он сыграл в матче против команды Иордана и Катара.

## Достижения
Командные
 «Сентрал Кост Маринерс»
- Победитель A-Лиги (2) — 2022/23, 2023/24